# Obalna geografija
Obalna geografija, tudi litoralna geografija, je znanost o dinamičnem vmesniku med oceanom in kopnim, ki vključuje fizično geografijo (tj. obalna geomorfologija, geologija, oceanografija), antropogeografijo (sociologija in zgodovina) obale. Vključuje razumevanje erozije, posebej delovanja valov, gibanja sedimentov in vremena ter tudi načine, s katerimi so ljudje v stiku z obalo. Obalna geografija je del geografije, ki vključuje njeno fizično in antropogeno področje ter raziskuje dinamični vmesnik med oceanom in kopnim.

## Delovanje valov in litoralni nanosi
Valovi različnih jakosti, ki stalno udarjajo ob obalo, so glavno gibalo in oblikovalci obale. Kljub enostavnosti tega procesa se razlika med valovi in skalami, ob katere udarjajo valovi, kaže v različnih oblikah.
Učinek valov je odvisen od njihove moči. Močni, uničujoči valovi se pojavljajo na visokoenergetskih obalah in pozimi. Zmanjšujejo količino usedlin na obali, ki jih odnašajo globlje v morje. Šibki valovi so značilni za nizkoenergijske obale in se pojavljajo predvsem poleti. So nasprotni od uničujočih valov in povečujejo obalo, saj nanjo nalagajo usedline.
Eden najpomembnejših načinov prinašanja usedlin nastane zaradi loma valov. Ker valovi redko udarjajo ob obalo pod pravim kotom, nastopi gibanje vode navzgor proti obali (pranje) pod ostrim kotom. Toda vračanje vode (spiranje) teče pravokotno na obalo, kar povzroči, da se snovi z obale nalagajo bočno, poševno. To gibanje je znano kot obalni premik ali drift. Na vseh obalah je mogoče videti neskončen cikel pranja in spiranja ter posledično obalnega premika.
Verjetno je najpomembnejši učinek obalnega  premika postopek, s katerim se usedline nenehno premikajo vzdolž delovanja valov. Obalni premik nastane zaradi udarcev valov na obalo pod kotom, ki nato dvigne usedlino (pesek) na obali in ga nosi od obale pod kotom (spiranje). Usedlino nato dvigne naslednji val, ki jo prenese nekoliko nižje ob obali, kar ima za posledico neprekinjeno gibanje usedlin v eno smer. To je razlog, da so dolgi pasovi obale pokriti z usedlinami in ne le območje okoli ustja reke, ki je glavni vir za obalne usedline. Litoralni premik temelji na stalnem dotoku usedlin iz reke. Če je dotok prekinjen ali usedlina pade v podmorske kanale kjer koli ob obali, to lahko dodatno ogoli obalo.
Litoralni premik pomaga ustvariti številne reliefne oblike, tudi pregrade, zalive in ožine. Delovanje tega gibanja se na splošno uporablja za okrepitev obale, saj ustvarjanje pregrad odreže zalive od morja, medtem ko se usedlina običajno nabira v zalivu, ker so valovi tam šibki (zaradi valoloma), jih odnaša z izpostavljenih rtov. Pomanjkanje usedlin na rtih onemogoča zaščito pred valovi in postanejo bolj občutljive za erozijo, medtem ko zbiranje usedlin v zalivu ščiti zalive pred nadaljnjo erozijo in jih naredi prijetne za rekreacijo.

## Atmosferski procesi
- Vetrovi, ki pihajo vzdolž obale, dvignejo pesek in ga prenesejo na višji nivo, s čimer se ustvarjajo obalne peščene sipine.
- Dež, ki pada na obalo, erodira skale in odnaša erodirane snovi na obalo in jo s tem ustvarja.
- Toplo vreme lahko poveča biološke procese, ki se lahko nato dogajajo še hitreje. Na tropskih območjih nekatere rastline in živali ščitijo skale pred erozijo, medtem ko druge rastline in živali dejansko jedo kamenje.
- Temperature, ki se gibljejo od nižjih do tistih nad lediščem vode, imajo za posledico erozijo zaradi zamrzovanja in tajanja, kadar je več kot nekaj stopinj pod lediščem, morje zamrzne.

## Biološki procesi
Na tropskih območjih so še posebej pomembne rastline in živali, ki ne povzročajo samo razpada kamenja, ampak so tudi sami vir usedlin. Lupine in okostja mnogih organizmov so zgrajeni iz kalcijevega karbonata, njihov propad ustvarja usedline apnenca in gline.

## Fizikalni procesi
Glavni fizikalni erozijski proces na obalah je rast kristalov soli. Veter nanaša sol na skale, kjer se vsrka v tanke pore in nato razgrajuje v skalo. Voda izhlapeva, sol se kristalizira in s tem ustvarja pritisk, ki lahko odlomi kos kamnine. Na nekaterih obalah se kalcijev karbonat veže z drugimi usedlinami in ustvari skalnate obale, na toplejših območjih pa kamnite sipine.

## Spremembe nivoja morja (evstatično kolebanje)
Na Zemlji se morska gladina redno dviga in pada zaradi podnebnih sprememb. V hladnih obdobjih je večina vode na Zemlji shranjena v obliki ledu v ledenikih, medtem ko se v toplejšem obdobju topi in dviga morsko gladino, ki preplavi več zemljišč. Morska gladina je zdaj precej visoka, medtem ko je bila pred 18.000 leti, v ledeni dobi pleistocena, precej nizka. Svetovno segrevanje bi lahko povzročilo nadaljnje povečanje v prihodnosti, kar je tveganje za obalna mesta, saj bi bila mnoga mesta poplavljena že ob majhnem dvigu morske gladine. Ko se morska gladina viša, nastajajo fjordi (potopljene ledeniške doline) in rii ali potopljene rečne doline. Fjordi imajo običajno strme skalne brežine, potopljene rečne doline pa imajo dendritične drenažne vzorce, značilne za odvodnjavanje območja. Tektonske plošče, ki plavajo na Zemlji, se lahko dvigajo ali spuščajo zaradi spremembe pritiska in prisotnosti ledenikov. Če se obala premakne glede na drugo ploščo navzgor, to imenujemo izostatična sprememba in s tem se ustvari povišena obala.

## Spremembe nivoja kopna (izostatična sprememba)
Ta pojav je mogoče videti v Veliki Britaniji nad linijo, ki povezuje estuarija rek Wash in Severn. Kopno je bilo tam v zadnji ledeni dobi prekrito z ledenim pokrovom. Teža ledu je povzročila tonjenje severovzhodne Škotske in iztiskanje jugovzhoda, ki se je pod to silo dvignil. Ko se je ledeni pokrov umikal, je nastajal nasprotni proces, saj kopno ni več nosilo take teže. Glede na trenutne ocene jugovzhodni del tone s hitrostjo približno 2 mm letno, medtem ko se za isti odstotek dviga severovzhodna Škotska.

## Obalni relief

### Morske ožine
Če obala nenadoma spremeni smer, zlasti okoli estuarija, je verjetno, da bo nastala morska ožina. Litoralni premik potisne usedline vzdolž obale. Ko doseže ovinek, se obalni premik lahko ne zavrti vedno z usedlino, zlasti v bližini estuarija, kjer lahko zunanji tok reke usedline potisne stran od obale. Območje je lahko tudi zaščiteno pred delovanjem valov, ki preprečujejo litoralno gibanje. Na strani rta, ob katerega udarjajo šibkejši valovi, lahko pod vodo zastanejo pesek in druge težje snovi. To manjšim usedlinam zagotavlja dober prostor za dvig morske gladine. Ko usedlina zaobide rt, se začne kopičiti na nasprotni strani in se ne premika vzdolž obale, ker je zaščitena z rtom in ožino.
Počasi se usedlina preprosto nabira na tem območju, širi ožino navzven in dela peščeno oviro. Medtem se bo smer vetra spremenila in bo pihal iz druge smeri. V tem obdobju bo usedlina potisnjena vzdolž druge smeri. Ožina bo začela rasti nazaj in ustvarila "okljuk". Nato bo ožina ponovno rasla v prvotno smer. Ožina bo sčasoma nehala rasti, ker ne bo dovolj zaščitena pred erozijo valov ali zato, ker bodo estuarijski tokovi odnašali usedline. Običajno se v slanih ali mirnih vodah v ozadju ožine oblikuje slanišče, slano močvirno območje. Ožine se običajno oblikujejo okoli valobranov v umetnih pristaniščih in zahtevajo poglabljanje dna.
Če ni estuarija, je mogoča rast ožine na nasprotni strani zaliva, pri čemer nastane greben ali pregrada. Pregrade se pojavljajo v različnih oblikah, vse pa so oblikovane podobno kot ožine. Običajno zaprejo zaliv in ustvarijo laguno. Lahko premostijo dva rta ali ju združijo s kopnim. Ko se otok spoji s kopnim prek grebena ali pregrade, se imenuje tombolo (morska peščena sipina, ki povezuje kopno z bližnjim otokom). To se običajno pojavi zaradi loma valov, lahko pa tudi z izostatičnimi spremembami, tudi s spreminjanjem višine kopna (npr. Chesil Beach). Tombolo je mogoče videti ob obali Holderness.